# Pomnik konstytucji marcowej w Ożarowie
Pomnik konstytucji marcowej w Ożarowie – dawny pomnik ku czci cara Aleksandra II w Ożarowie, po 1921 przekształcony w obelisk ku czci odzyskania niepodległości przez Polskę i uchwalenia konstytucji marcowej.
Pomnik powstał w 1865 jako jeden z wielu podobnych na ziemiach Królestwa Kongresowego monumentów upamiętniających uwłaszczenie chłopów dokonane z ukazu Aleksandra II. Jest wzniesiony z szarego piaskowca i ma formę krzyża łacińskiego na ozdobnie rzeźbionym postumencie. Na jednej z jego ścian znajdowało się wyobrażenie chłopa modlącego się przed Częstochowską Ikoną Matki Bożej, na innej – rosyjskie godło państwowe. W 1884 na przedniej ścianie monumentu pojawił się napis wyjaśniający cel jego wzniesienia, wykonany w języku polskim: Jego Imperatorskiej Wysokości Aleksandrowi II, Imperatorowi Wszechrosyjskiemu, Królowi Polskiemu, Carowi-Wyzwolicielowi Narodu Wdzięczni Chłopi Powiatu Sandomierskiego na pamiątkę 19 lutego (2 marca) 1884 r..
Po odzyskaniu niepodległości przez Polskę z pomnika usunięto symbole rosyjskie oraz pierwotną inskrypcję, zmieniając napis na poświęcony uchwaleniu konstytucji marcowej i odzyskaniu przez Polskę suwerenności. W latach 60. przeniesiono cały obiekt na drugą stronę drogi prowadzącej do Zawichostu.